# Fuchū, Hiroshima

Fuchū (府中市 Fuchū-shi?) este un municipiu din Japonia, prefectura Hiroshima.